# Тирнава (комуна)
Тирнава (рум. Târnava) — комуна у повіті Сібіу в Румунії. До складу комуни входять такі села (дані про населення за 2002 рік):
- Колонія-Тирнава (659 осіб)
- Тирнава (2212 осіб) — адміністративний центр комуни

Комуна розташована на відстані 235 км на північний захід від Бухареста, 40 км на північ від Сібіу, 88 км на південний схід від Клуж-Напоки, 115 км на північний захід від Брашова.

## Населення
За даними перепису населення 2002 року у комуні проживала 2871 особа.
Національний склад населення комуни:
| Національність | Кількість осіб | Відсоток |
| -------------- | -------------- | -------- |
| румуни         | 2005           | 69,8%    |
| цигани         | 703            | 24,5%    |
| угорці         | 109            | 3,8%     |
| німці          | 54             | 1,9%     |

Рідною мовою назвали:
| Мова      | Кількість осіб | Відсоток |
| --------- | -------------- | -------- |
| румунська | 2624           | 91,4%    |
| циганська | 116            | 4,0%     |
| угорська  | 88             | 3,1%     |
| німецька  | 43             | 1,5%     |

Склад населення комуни за віросповіданням:
| Релігія                                       | Кількість осіб | Відсоток |
| --------------------------------------------- | -------------- | -------- |
| православні                                   | 2629           | 91,6%    |
| п'ятдесятники                                 | 66             | 2,3%     |
| лютерани (Синодально-пресвітеріанська церква) | 43             | 1,5%     |
| римо-католики                                 | 40             | 1,4%     |
| реформати                                     | 38             | 1,3%     |
| бретрени                                      | 27             | 0,9%     |
| греко-католики                                | 9              | 0,3%     |
| лютерани (Аугсбурзького сповідання)           | 4              | 0,1%     |
| унітарії                                      | 2              | 0,1%     |
| лютерани                                      | 2              | 0,1%     |
| не релігійні                                  | 2              | 0,1%     |